# Брич
Брич (словен. Brič) — поселення в общині Копер, Регіон Обално-крашка, Словенія. Висота над рівнем моря: 167,4 м.